# Schizopera austindownsi
Schizopera austindownsi is een eenoogkreeftjessoort uit de familie van de Miraciidae. De wetenschappelijke naam van de soort is voor het eerst geldig gepubliceerd in 2004 door Karanovic.